# Špela Perše
Špela Perše (Bled, 4 de agosto de 1996) é uma maratonista aquática eslovena.

## Carreira

### Rio 2016
Perše competiu nos 10 km feminino nos Jogos Olímpicos de Verão de 2016, ficando na décima sexta colocação.